# Gelijkenis van de onbarmhartige knecht

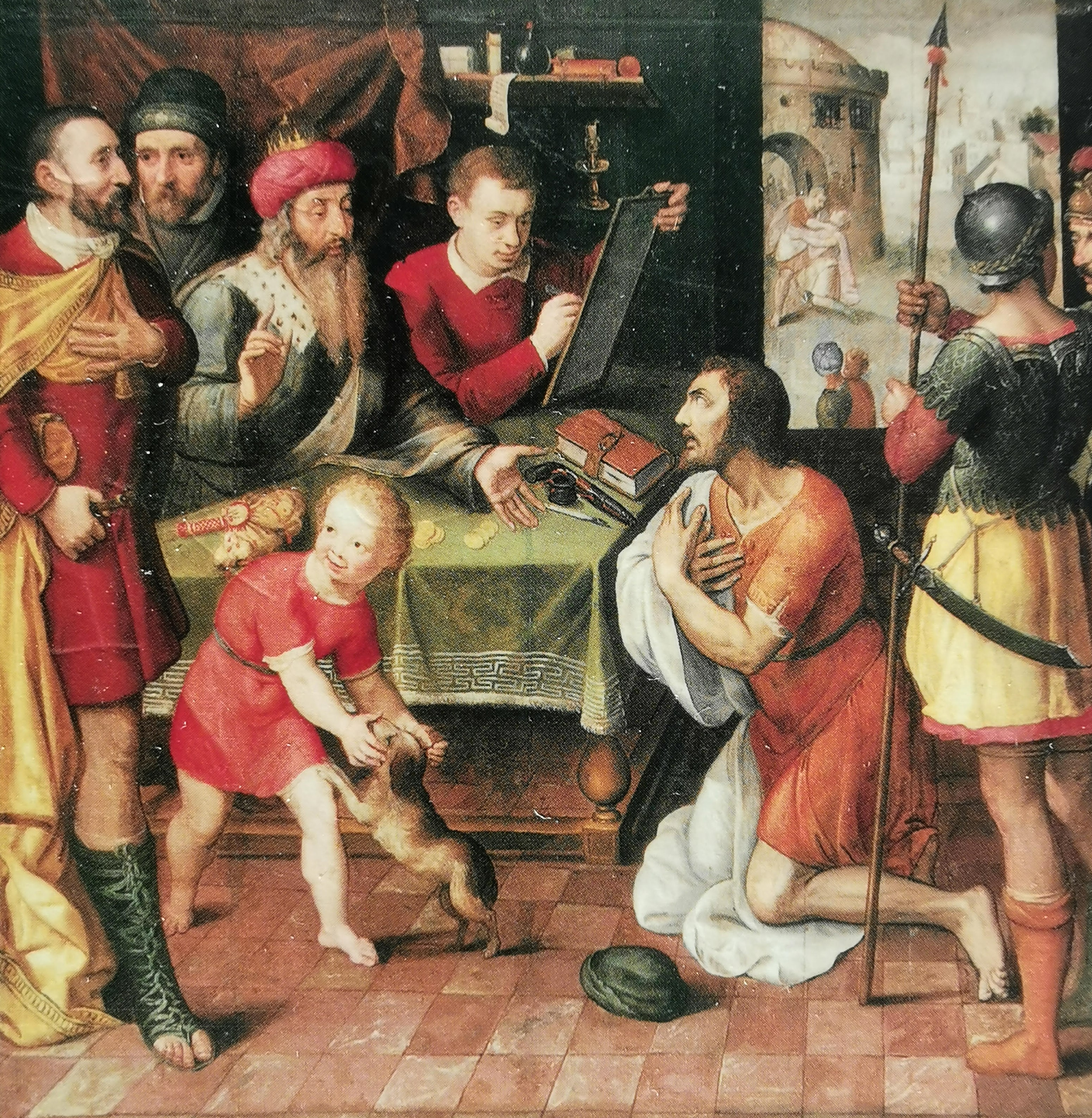
De onbarmhartige knecht (Pieter Pourbus, ca. 1570). De onbarmhartige knecht valt op zijn knieën voor de koning. In de achtergrond valt hij de tweede knecht aan.

De gelijkenis van de onbarmhartige knecht is een parabel van Jezus uit het evangelie van Mattheüs (18:21-35). De strekking is dat wie zijn medemensen niet vergeeft, geen vergiffenis van God zal krijgen. 

## Verhaal
Petrus vraagt Jezus hoeveel maal iemand een broeder moet vergeven die hem misdoet. Jezus antwoordt tot zeventigmaal zevenmaal. Daarna vergelijkt hij het koninkrijk der hemelen met een koning die rekenschap vraagt van zijn dienaren. De eerste knecht die bij hem wordt gebracht, beveelt hij met zijn gezin als slaaf te verkopen omdat hij een ontzaglijke schuld van tienduizend talenten heeft. De schuldenaar smeekt om geduld en belooft alles terug te betalen. Uit medelijden verandert de koning van gedacht en geeft hij zelfs kwijtschelding van de schuld. Bij het buitengaan ontmoet de vergeven knecht een mededienaar die hem de kleine som van honderd denariën schuldig is. Hij grijpt hem bij de keel en laat hem ondanks smeekbeden in de gevangenis gooien. De overige dienaren melden dit aan de koning, die woedend wordt. Hij eist alsnog de oorspronkelijke schuld op en laat de onbarmhartige knecht martelen door de beulen tot alles is betaald.